# Kyrillisch und Glagolitisch in Unicode
Die slawischen Alphabete Kyrillisch und Glagolitisch sind in Unicode auf fünf Blöcke aufgeteilt, von denen die ersten beiden die für die Schreibung slawischer und nichtslawischer Sprachen benötigten Zeichen enthalten (worunter auch schon einige historische Zeichen sind) und die drei anderen Blöcke Zeichen für die Wiedergabe historischer kyrillischer oder glagolitischer Texte.
Für einen Vergleich zwischen Unicode und den verbreitetsten 8-Bit-Kodierungen siehe Kyrillisches Alphabet#Zeichenkodierung.

## Kodierte Zeichen
Der Hauptblock für das Kyrillische ist der Unicodeblock Kyrillisch und kann in mehrere Teile aufgeteilt werden: Der erste Teil folgt der Kodierung ISO 8859-5 und enthält somit die Zeichen, die zum Schreiben slawischer Sprachen notwendig sind. Es folgen Buchstaben, die in Turksprachen verwendet werden, dann die für Abchasisch.
Die anderen Blöcke enthalten sehr seltene oder historische Zeichen: Der Unicodeblock Kyrillisch, Ergänzung kodiert die Zeichen für Komi aus ISO 10754 und kurdische Buchstaben, die beiden Blöcke Kyrillisch, erweitert-A und Kyrillisch, erweitert-B vor allem Buchstaben, die im alten Kirchenslawisch verwendet wurden.
Die Buchstaben für Glagolitisch sind im Unicodeblock Glagolitisch kodiert, dabei wird keine Unterscheidung zwischen den runden und den eckigen Buchstabenformen gemacht.